# RFC Tournai
Royal Football Club (RFC) Tournai – belgijski klub piłkarski, grający w trzeciej lidze belgijskiej, mający siedzibę w mieście Tournai.

## Historia
Klub został założony w 1902 roku jako Union Sportive Tournaisienne. W 1928 roku klub zmienił nazwę na Royal US Tournaisienne. W 1951 roku klub wywalczył historyczny awans do pierwszej ligi belgijskiej. Pobyt w niej trwał rok. Klub wygrał tylko 3 z 30 rozegranych meczów i zajął ostatnie 16. miejsce w lidze.
W 2002 roku Royal US Tournaisienne połączył się z innym klubem z Tournai, RRC Tournaisien tworząc Royal Football Club Tournai.

## Historia występów w pierwszej lidze
| Sezon     | Pozycja      | M  | Pkt. | Z | R | P  | GZ | GS  |
| --------- | ------------ | -- | ---- | - | - | -- | -- | --- |
| 1951/1952 | 16. (spadek) | 30 | 12   | 3 | 6 | 21 | 25 | 101 |

## Reprezentanci kraju grający w klubie
Stan na czerwiec 2015
| - Laurent Depoitre - Pieter Van den Bosch - Erwin Vandendaele - Maxime Agueh - Adnan Čustović - Patrick Dimbala - Singa Manzangala | - Sambégou Bangoura - Mohamed Cisse - Souleymane Youla - André Zakari Lambo - Jimmy Mulisa - Dennis Baino |